# Muzeum Morskie w Lizbonie

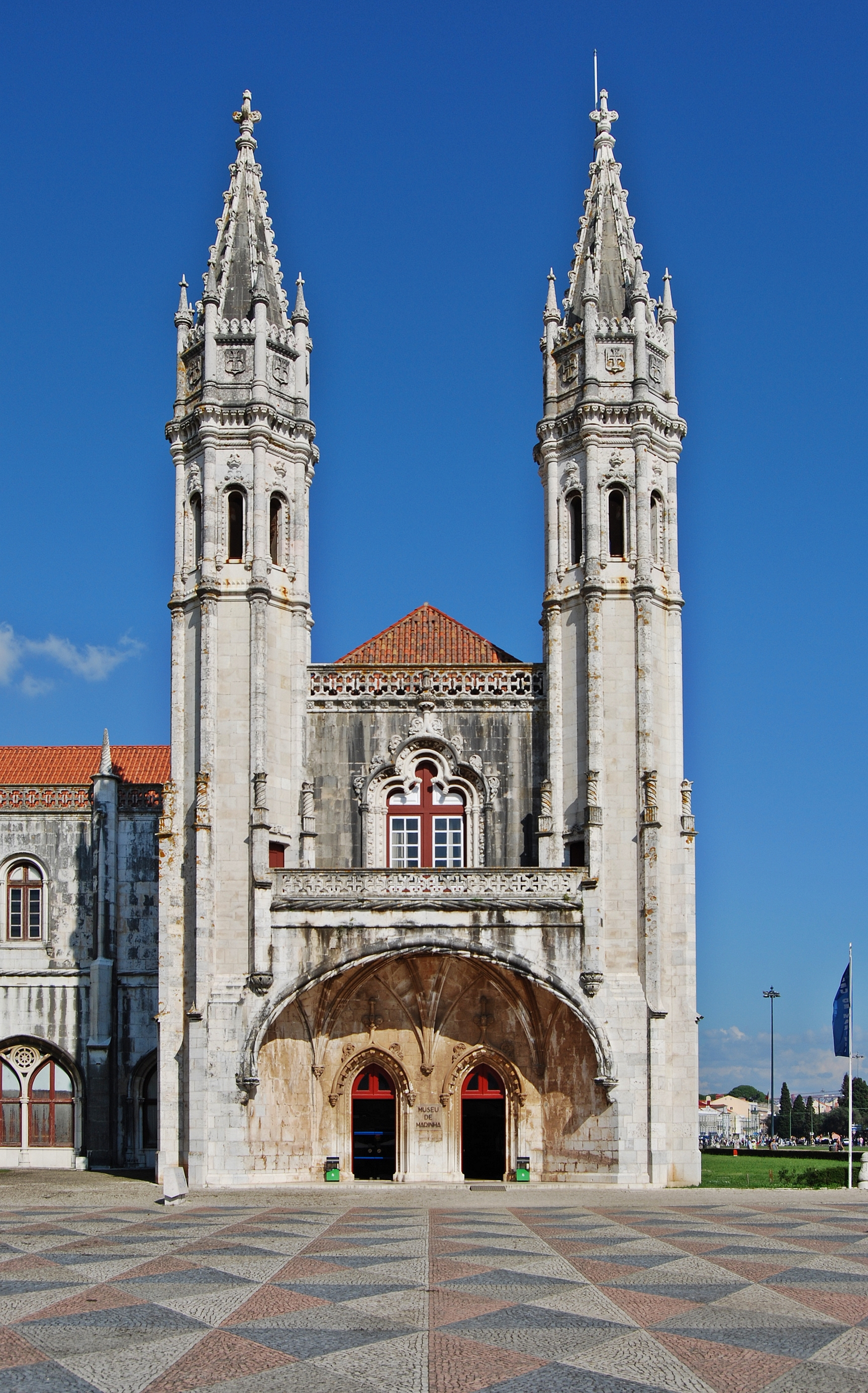
Wejście do muzeum

Muzeum Morskie w Lizbonie (port: Museu de Marinha) – muzeum poświęcone wszystkim aspektom historii nawigacji w Portugalii. Muzeum jest zarządzane przez portugalską marynarkę wojenną i znajduje się w turystycznej dzielnicy Belém. Zajmuje część neomanuelińskiego zachodniego skrzydła klasztoru Hieronimitów (wraz z Narodowym Muzeum Archeologicznym), a także nowoczesną przybudówkę na północ od klasztoru.
Historia muzeum jest ściśle związana z królem Ludwikiem I (1838-1889), który był miłośnikiem badań oceanograficznych i znakomitym nawigatorem. Od 1863 roku gromadził przedmioty związane z morską historią Portugalii, a kolekcja powiększała się w następnych dziesięcioleciach. Po przeprowadzkach Muzeum Morskie zostało otwarte w 1963 roku w swojej obecnej lokalizacji.
Wśród eksponatów znajdują się obrazy, znaleziska archeologiczne, przyrządy nawigacyjne, mapy i wiele modeli statków używanych w Portugalii od XV wieku.